# ريونوسكي نودا
ريونوسكي نودا (باليابانية: 野田 隆之介) (28 سبتمبر 1988 في فوكوكا في اليابان – )؛ هو لاعب كرة قدم ياباني سابق كان يلعب كمهاجم.

## وصلات خارجية
- ريونوسكي نودا على موقع رابطة كرة القدم اليابانية للمحترفين (اليابانية)
- ريونوسكي نودا على موقع قاعدة بيانات كرة القدم.إي يو (الإنجليزية)
- ريونوسكي نودا على موقع Soccerway.com (الإنجليزية)
- ريونوسكي نودا على موقع عالم كرة القدم.نت (الإنجليزية)
- ريونوسكي نودا على موقع كووورة